# Guy Fréquelin
Guy Fréquelin   (Langres, 2 de març de 1945) és un expilot francès de ral·li i altres disciplines de motor. Va ser subcampió del Campionat Mundial de Ral·lis l'any 1981, subcampió del Campionat d'Europa de Ral·lis l'any 1983 i guanyador en tres ocasions del Campionat de França de Ral·lis els anys 1977, 1983 i 1985. Va ser director esportiu del Citroën World Rally Team entre 2001 i 2007.

## Trajectòria
Fréquelin començà a disputar proves de ral·li a França a finals dels anys seixanta, disputant algunes proves franceses del Campionat d'Europa de Ral·lis, debutant el 1973 en una prova del Campionat Mundial de Ral·lis: el Tour de Còrsega. L'any 1977, com a pilot de Renault, guanya el Campionat de França de Ral·lis amb un Alpine-Renault A310 V6. Aquell mateix any, Fréquelin també forma part d'un fallit assalt de quatre cotxes Renault a les 24 Hores de Le Mans.
La temporada 1980, amb Jean Todt de copilot, s'incorpora a l'equip Talbot Sport del Campionat Mundial de Ral·lis, finalitzant el campionat en vuitena posició. A la següent temporada, guanya el Ral·li de l'Argentina i finalitza segon tant al Ral·li de Monte-Carlo com al Tour de Còrsega, finalitzant el campionat en segona posició amb el seu Talbot Sunbeam Lotus, tan sols superat per Ari Vatanen.
L'any 1983, després de la retirada de Talbot de la competició, Fréquelin fitxa per Opel. Aquell any finalitza segon del Campionat d'Europa de Ral·lis, per darrere de Miki Biasion, i guanya per segona vegada el Campionat de França amb un Opel Manta 400, títol que guanyaria amb aquest mateix vehicle per tercera vegada al 1985. L'any 1987 abandona l'equip Opel i l'any 1988, després d'una sèrie de ral·lis amb Peugeot, es retira de la competició.
L'any 1989 es converteix en el cap de Citroën Sport a diferents disciplines com ral·lis i raids, convertint-se en el director esportiu de Citroën World Rally Team entre 2001 i 2007, guanyant tres títols mundials de constructors i tres títols mundials de pilots amb Sébastien Loeb. L'any 2008 el substituí Olivier Quesnel al capdavant de l'equip.